# Richard de Clare, 2. jarl af Pembroke
Richard de Clare, 2. jarl af Pembroke, lord af Leinster, justiciar af Irland (1130 – 20. april 1176), bedst kendt som «Strongbow», var en cambro-normannisk adelsmand som huskes for hans ledende rolle i normannernes invasion af Irland.
Richard var søn af Gilbert de Clare, 1. jarl af Pembroke, og Isabel de Beaumont. Hans far Gilbert døde da Richard var omkring 18 år gammel og han arvede titlen jarl af Pembroke, men blev antagelig ikke anerkendt ved Henrik 2. af Englands kroning.

## Irland
1168 blev Dermot MacMurrough, konge af Leinster, drevet ud af sit kongedømme af Turlough O'Connor, Overkonge af Irland ved hjælp af Tiernan O'Rourke . Han drog da over det Irske Hav og opsøgte den engelske konge Henrik 2., for at bede om hjælp for at vinde sit rige tilbage.
Henrik ønskede at udvide sin magt til Irland og sendte den irske småkonge i retning af Richard og andre baroner og riddere i grænseområderne mod Wales. Diarmuid sikret sig støtte fra Richard, der som modydelse fik Richards datter Aoife til ægte og arveret til Leinster. En hær blev samlet sammen og som omfattede bueskytter fra Wales. Under ledelse Raymond FitzGerald, erobrede hæren Wexford, Waterford og Dublin i 1169 og 1170, og Strongbow kom selv over i august 1170. Dagen efter at Waterford var blevet erobret, giftede han sig med MacMurroughs datter Aoife af Leinster.
Kong Henrik 2. frygtede at hans baroner i Irland ville blive for mægtige og uafhængige på den anden side af det irske Hav, og han gav ordre om at alle tropper skulle rejse tilbage inden påsken 1171. Imidlertid døde Diarmuid i løbet af maj samme år, og Strongbow krævede da kongedømmet Leinster i sin hustrus navn. Den gamle konges død blev for irlænderne et signal til oprør og Richard klarede med nød og næppe at holde Dublin. Kort tid efter rejste han i al hast til England for at anmode om hjælp fra Henrik 2., og som modydelse gav han Henrik alle sine irske landområder og fæstninger. Henrik 2. invaderede Irland i oktober med en hær bestående af 400 skibe, og blev i Irland i seks måneder, og placerede sine egne mænd på alle betydningsfulde steder. Han krævede også titlen lord af Irland.
Da Strongbow mødte kongen i juli 1171 overgav han Dublin og dens landområder, kystbyerne og fæstningerne, og sit eget kongedømme i Leinster. Henrik beholdt Dublin, Waterford, Wexford, og fæstningerne, og skænkede Strongbow andre områder, herunder herreskabet Leinster, men nu som feudalherre i kongens navn. 
I april 1173 gjorde Henrik 2.'s sønner oprør i Normandiet, og Henrik 2. krævede at de ledende baroner og riddere i Irland sluttede sig til ham i støtte for at slå oprøret ned. Strongbow kom med de fleste ledende normannere i Irland til undsætning i Frankrig. Han viste militær dygtighed ved Gisors, Breteuil, og Verneuil, og for denne ydelse gav kongen ham ansvaret for styringen af Irland, byen Wexford, fæstningen Wicklow, og gjorde ham til constable af Waterford og Dublin. Strongbow kunne da drage tilbage til Irland med fornyet autoritet.
I Irland bekæmpede han de vedvarende oprør fra befolkningen og de forskellige irske fraktioner. Han var i England ved traktaten i Windsor af 1175 mellem Kong Henrik 2. og Turlough O'Connor. Der er få samtidige beretninger om Richard de Clares sidste år i Irland. Ved et oprør i 1176 erobrede Raymond FitzGerald Limerick for Richard, men samtidig døde han af en infektion. 

## Eftermæle
Sammenlignet med soldaten, var Strongbow statsmanden. Han er beskrevet af Gerald af Wales som en høj og blond mand med et tiltalende væsen, beskeden i sin holdning, og var god til at tale forsamlinger og var afholdt af sine soldater. Han blev gravsat i katedralen Christ Church i Dublin.
Han efterlod sig sønnen Gilbert som døde i 1185, og en datter ved navn Isabel. Kong Henrik lovede Isabel i ægteskab til William Marshal, 1. jarl af Pembroke, sammen med hendes fars land, besiddelser og titel. De blev gift i august 1189 og fik ti børn sammen. Hans irske hustru Aoife levede videre til 1188 da hun sidste gang er nævnt i et frihedsbrev. Med en ukendt kvinde fik han datteren Basile de Clare (1156 – 1203). Hun blev gift første gang i 1172 med Robert de Quincy. Derefter i 1173 med Raymond Fitzgerald, og i 1188 med Geoffrey Fitz Robert, baron af Kells.